# 지어소프트
지어소프트(gaeasoft)는 대한민국의 기업이다. 본사는 서울특별시 종로구 종로1길 50 A동11층(중학동, 케이트윈타워)에 위치해 있다. 대표이사는 김영준이다.

## 역사
1998년 8월 설립되어 2011년 우리네트웍스(現 오아시스) 를 설립하며 유통 사업을 시작하였다

## 사업
지어솔루션을 통해 전기차 2차전지 소재 니켈도금강판 사업을 영위한다

## 상장
2002년 5월 28일 코스닥에 상장하였다.

## 참고 문헌
1. ↑  송승범, 한국IR협의회 기술분석보고서-지어소프트, 2022.03.24
2. ↑  채윤석, 한국IR협의회 기술분석보고서-	지어소프트, 2024.01.29[깨진 링크(과거 내용 찾기)]
3. ↑  정소연, 교보증권 Company Report-지어소프트, Mar 29,2022